# Aartsbisdom Santa Cruz de la Sierra

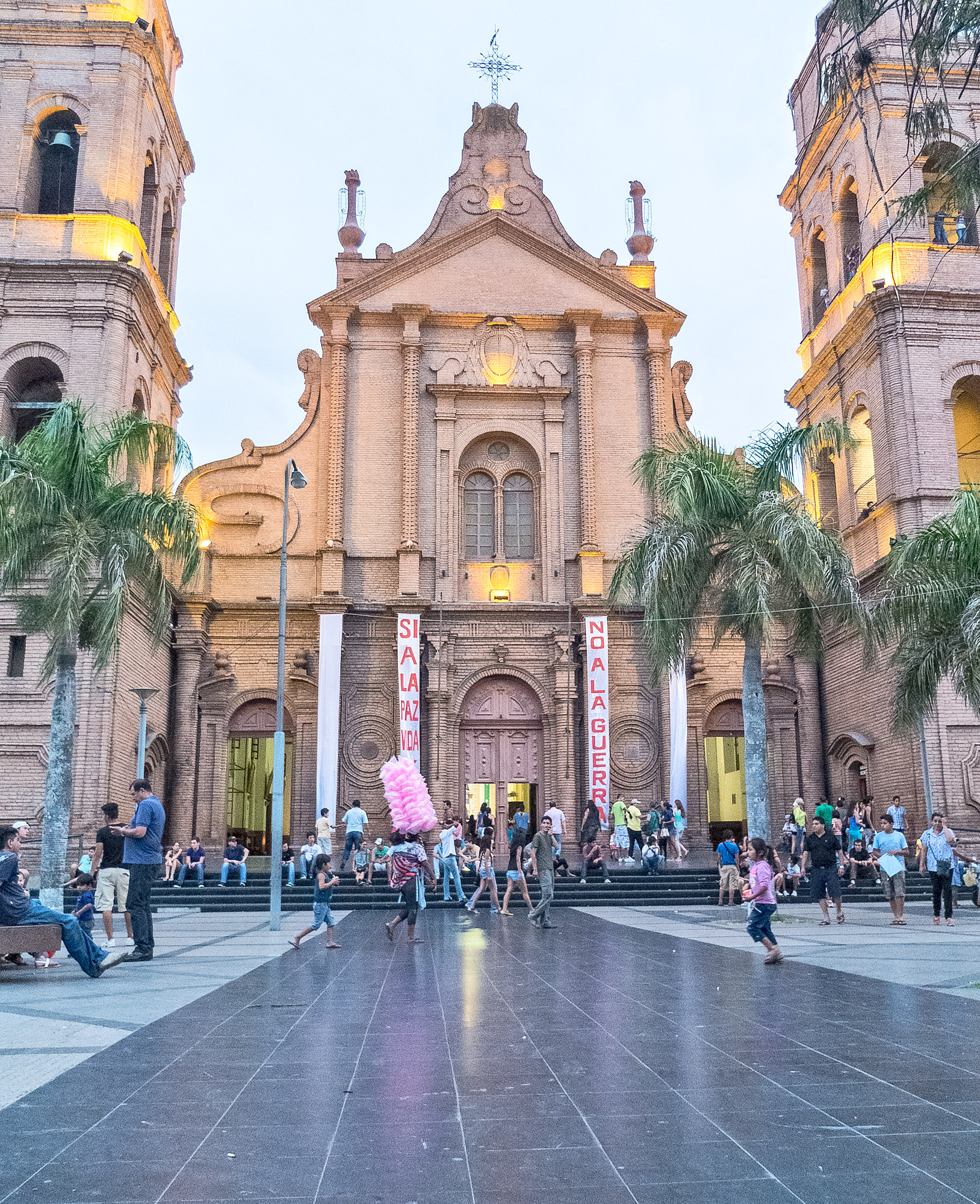
San Lorenzokathedraal van Santa Cruz de la Sierra

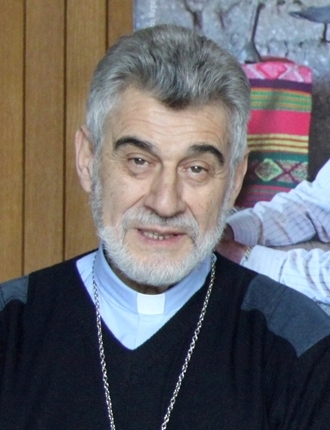
Aartsbisschop Gualberti

Het aartsbisdom Santa Cruz de la Sierra (Latijn: Archidioecesis Sanctae Crucis de Sierra, Spaans: Arquidiócesis de Santa Cruz de la Sierra) is een in Bolivia gelegen rooms-katholiek aartsbisdom met zetel in de stad Santa Cruz de la Sierra. De aartsbisschop van Santa Cruz de la Sierra is metropoliet van de kerkprovincie Santa Cruz de la Sierra waartoe ook het volgende suffragane bisdom behoort:
- San Ignacio de Velasco

## Geschiedenis
Het bisdom Santa Cruz de la Sierra werd op 5 juli 1605 opgericht uit gebiedsdelen van het bisdom La Plata o Charcas. Het werd suffragaan aan het aartsbisdom Sucre. Op 30 juli 1975 werd Santa Cruz de la Sierra door paus Paulus VI tot aartsbisdom verheven. Er werd diverse malen gebied aan het aartsbisdom onttrokken ten behoeve van de oprichting van nieuwe bisdommen.

## Bisschoppen
- 1605–1621: Antonio Calderón de León
- 1621–1632: Fernando de Ocampo OFM
- 1634–1648: Juan de Zapata y Figueroa
- 1649–1661: Juan de Arguinao y Gutiérrez
- 1663–1668: Bernardino de Cárdenas Ponce
- 1671–1672: Juan de Ribera
- 1682–1687: Pedro Cárdenas y Arbieto
- 1688–1692: Juan de los Ríos y Berriz
- 1693–1698: Juan Francisco de Padilla y San Martín OdeM
- 1706–1710: Pedro Vázquez de Velasco
- 1714–1720: Jaime de Mimbela OP (vervolgens aartsbisschop van Trujillo)
- 1720–1725: Juan Cabero y Toledo
- 1727–1743: Miguel Bernardino de la Fuenta y Rojas
- 1745–1757: Juan Pablo de Olmedo
- 1757–1760: Bernardo José Pérez de Oblitas
- 1761–1776: Francisco Ramón Herboso y Figueroa (vervolgens aartsbisschop van La Plata o Charcas)
- 1776–1780: Juan Domingo González de la Reguera (vervolgens aartsbisschop van Lima)
- 1782–1791: Alejandro José de Ochoa y Morillo
- 1795–1803: Manuel Nicolás Rojas de Argandoña
- 1807–1816: Francisco Javier Aldazábal
- 1816–1826: Agustín Francisco de Otondo
- 1831–1837: Manuel José Fernández de Cordova
- 1844–1856: Manuel Ángel del Prado Cárdenas
- 1857–1860: Agustín Gómez Cabezas y Sildo
- 1869–1877: Francisco Javier Rodríguez
- 1878–1891: Juan José Baldivia Morales
- 1891–1931: José Belisario Santistevan
- 1931–1940: Daniel Rivero Rivero (vervolgens aartsbisschop van Sucre)
- 1940–1958: Augustin Arce Mostajo
- 1958–1975: Luis Aníbal Rodríguez Pardo

### Aartsbisschoppen
- 1975–1991: Luis Aníbal Rodríguez Pardo (daarvoor bisschop)
- 1991–2013: Julio Terrazas Sandoval CSsR
- 2013–heden: Sergio Alfredo Gualberti